# Salmijärvi (Gällivare socken, Lappland, 746777-171341)
Salmijärvi är en sjö i Gällivare kommun i Lappland och ingår i Kalixälvens huvudavrinningsområde. Sjön har en area på 0,207 kvadratkilometer och ligger 482,2 meter över havet. Sjön avvattnas av vattendraget Huivijoki.

## Delavrinningsområde
Salmijärvi ingår i det delavrinningsområde (746822-171372) som SMHI kallar för Ovan None. Medelhöjden är 514 meter över havet och ytan är 7,41 kvadratkilometer. Det finns inga avrinningsområden uppströms utan avrinningsområdet är högsta punkten. Huivijoki som avvattnar avrinningsområdet har biflödesordning 3, vilket innebär att vattnet flödar genom totalt 3 vattendrag innan det når havet efter 235 kilometer. Avrinningsområdet består mestadels av skog (94 procent). Avrinningsområdet har 0,21 kvadratkilometer vattenytor vilket ger det en sjöprocent på 2,8 procent.